# Hans Holthausen
Johann Jakob Holthausen (* 13. Dezember 1945 in Kaldenkirchen, Nettetal) ist ein deutscher Neuropädiater und Epileptologe.

## Leben
Holthausen absolvierte nach dem Hauptschulabschluss zunächst eine Ausbildung zum Bankkaufmann und war danach auch mehrere Jahre in diesem Beruf tätig. Nach erfolgreichem Erwerb des Abiturs am Abendgymnasium studierte er zunächst in Bonn und dann in München Humanmedizin. Schon während des Studiums entschied er sich für die Kinderheilkunde und promovierte am Dr. von Haunerschen Kinderspital in München. Nach dem Staatsexamen begann er seine klinische Weiterbildung in der Anästhesie im Kreiskrankenhaus Wolfratshausen, erhielt aber schon nach einem Jahr eine Stelle an der von Haunerschen Kinderklinik in München, wo er sich bald auf die Epileptologie konzentrierte.
Hans Erich Boenigk konnte ihn zu einem Wechsel nach Bethel bewegen, nachdem dort unter der Leitung von Peter Wolf und Hans O. Lüders die Etablierung eines epilepsiechirurgischen Programms beschlossen worden war. Nach einer EEG-Fellowship und Ausbildung in der prächirurgischen Diagnostik an der Cleveland Clinic in Cleveland in Ohio, USA (bei Lüders) war Holthausen von 1990 bis 1998 Leitender Arzt der Abteilung für Präoperative Epilepsiediagnostik am Epilepsiezentrum Bethel in Bielefeld (zunächst allein, dann zusammen mit Ingrid Tuxhorn für den Kinderbereich und Alois Ebner sowie Soheyl Noachtar für den Erwachsenenbereich).
Von 1998 bis 2010 war Holthausen als Nachfolger des früh verstorbenen Michael Laub Chefarzt der Klinik für Neuropädiatrie und Neurologische Rehabilitation, Epilepsiezentrum für Kinder und Jugendliche, Tagesklinik für Neuropädiatrie am Behandlungszentrum Vogtareuth und baute dort ebenfalls die präoperative Diagnostik auf.

## Werk
Holthausen ist (Ko-)Autor von zahlreichen Artikeln in nationalen und internationalen Fachzeitschriften und Buchbeiträgen, daneben Ko- oder Mitherausgeber der folgenden Bücher:
- H. E. Boenigk, H. Holthausen, I. Tuxhorn (Hrsg.): Das anfallskranke Kind. Band 9: Perspektiven der Epilepsiechirurgie im Kindesalter. medicin + pharmazie Dr. W. Rudat & Co, Hamburg 1993.
- I. Tuxhorn, H. Holthausen, H. Boenigk (Hrsg.): Paediatric Epilepsy Syndromes and their Surgical Treatment. J. Libbey, London / Paris / Rom / Sydney 1997.
- K. Y. Mukhin, A. A. Kholin, M. B. Mironov, A. S. Petrukhin, H. Holthausen: Epileptic Encephalopathies and Related Syndromes in Children. (= Current Problems in Epilepsy). John Libbey Eurotext, Montrouge 2014.
- A. Arzimanoglou, J. H. Cross, W. D. Gaillard, H. Holthausen, P. Jayakar, P. Kahane, G. Mathern (Hrsg.): Pediatric Epilepsy Surgery. J. Libbey Eurotext, Montrouge/Esher 2017.

Auch im Ruhestand ist Holthausen unvermindert aktiv, sowohl als Berater seines letzten Arbeitgebers als auch und insbesondere „mit Vorträgen, Publizieren, Fortbildungen, vor allem auch «east of Vogtareuth», wobei «east» bis ungefähr nach Kasachstan reicht.“

## Auszeichnung
- 2015: Ehrenmitglied der Deutschen Gesellschaft für Epileptologie